# Куцуруб
Куцуру́б  (в минулому Крименді-Базар[джерело?]) — село в Україні, у Миколаївському районі Миколаївської області. Адміністративний центр Куцурубської сільської громади. Населення становить 2283 особи.

## Назва
Існує версія про походження назви нашого села, яка переповідається, як правдива історія. Нібито, 1756  коли цариця Катерина II їхала до Очакова (а від Очакова понад Дніпро – Бузьким лиманом стояли військові пости) вони особисто обходила пости. На одному з постів солдат на прізвище Куц настільки бездоганно ніс службу, що до штабу не пропустив навіть царицю. В нагороду за таку пильність Катерина дала йому золотий руб. Згодом, коли сюди почали селитися люди, то визначили це місце, як таке, де цариця дала Куцу руб. Надалі, напевне, ці слова і закріпилися як назва села – Куцуруб. Але ця історія була вигадана для того, щоби зв'язати цю місцевість з ім'ям російської імператриці Катерини та заставити місцеве населення забути про своє українське коріння. Назва села Куцуруб перекликається зі стародавнім українським словом куцюруб або куцюруба. Слово куцюруб має два значення. Перше — це пошкоджений кривий палець, на який контурами схоже село, яке, в свою чергу, повторює вигин лиману. Друге — це старовинний український танок.  І третя версія, що назва села відбулася від назви дуже смачної української страви — куцюруба.

## Населення

### Мова
Розподіл населення за рідною мовою за даними перепису 2001 року:
| Мова            | Кількість | Відсоток |
| --------------- | --------- | -------- |
| українська      | 1740      | 81.46%   |
| російська       | 362       | 16.95%   |
| румунська       | 17        | 0.80%    |
| білоруська      | 5         | 0.23%    |
| вірменська      | 4         | 0.19%    |
| гагаузька       | 2         | 0.09%    |
| болгарська      | 1         | 0.05%    |
| інші/не вказали | 5         | 0.23%    |
| Усього          | 2136      | 100%     |

## Історія
Крименді-Базар починаючи з XVI століття, землі, на теренах яких знаходиться село знаходилось у провінції Сілістра у складі Османської імперії. Основу населення становили кримці, ногайці, румуни, молдовани, турки. Були також великі громади греків, вірмен, євреїв, українців, циган.[джерело?]
Перші офіційні згадки про населений пункт, який знаходився на території сучасного села Куцуруб, знайдені на польській карті, котру склав відомий італійський картограф Ріцці Дзанноні (Rizzi Zannoni) у 1767 році. На той час ця територія належала Османській Імперії. На ній ми можемо бачити поселення ногайських татар Крименді-Базар.
Перші поселенці з'явилися тут у другій половині XVI століття. Заселяли землі втікачі з кріпацтва з Володимирівської губернії.[джерело?] Оселялися біля берегів і будували вриті у землю хати.
У районі села відмічені могильник скіфського періоду V – II ст.  до н.е. та скарб ольвійських монет IV ст. до н.е., а також знайдено поселення сарматського поселення.

## Населення
Згідно з переписом УРСР 1989 року чисельність наявного населення села становила 2091 особа, з яких 984 чоловіки та 1107 жінок.
За переписом населення України 2001 року в селі мешкало 2114 осіб.

### Мова
Розподіл населення за рідною мовою за даними перепису 2001 року:
| Мова       | Відсоток |
| ---------- | -------- |
| українська | 81,46 %  |
| російська  | 16,95 %  |
| молдовська | 0,80 %   |
| білоруська | 0,23 %   |
| вірменська | 0,19 %   |
| гагаузька  | 0,09 %   |
| болгарська | 0,05 %   |
| інші       | 0,23 %   |

## Сьогодення
У селі є середня школа, у якій навчається 231 учень, філії дитячих музичної та художньої шкіл, будинок культури з глядацькою залою на 450 місць, лікарняна амбулаторія, відділення аптеки. Є невеличкий краєзнавчий музей.
До послуг жителів 22 магазини, їдальня, сільська бібліотека,  відділення зв’язку, ощадна каса.
На території села діє Свято-Троїцька православна церква Московського патріархату.

## Мистецтво
Село є центром таврійського розпису. Потужна творча школа таврійського розпису створена на базі Куцурубської школи мистецтв. Керівником напряму є талановитий художник, майстер народного мистецтва, викладач Любов Паранюк.

## Економіка
- Порт «Очаків»
- У селі розміщена центральна садиба  ТОВ «Агрофірми «Лиманський».

## Цікаві факти
- берег  лиману,  на якому розташовано  село, дуже крутий і  має багато різних ходів и провалів. Старі люди розповідають, що ці провали  ведуть до великих підземних  ходів, які ведуть до Туреччини. В кожному  з них знаходиться карета, і  кінь  зроблені з чистого золота.  Деякі  мешканці шукали цей тайний  підземний хід, але  так і не знайшли. Розповідають, що тільки  турки  мають точні мапи и плани тих підземних ходів, і  тільки вони можуть володіти тими скарбами.[6]
- автобусна зупинка в селі виконана з елементами таврійського розпису. Художник: Любов Паранюк.

## Уродженці
- Лукашенко І.П. — доктор наук.
- Журавко Валерій Вікторович (17 вересня 1947) —   футболіст, Заслужений тренер України з  футболу з 1992 року. Майстер спорту  СРСР (1972).
- Ігор Музика (1991—2015) — український військовик, старший солдат Збройних сил України, учасник російсько-української війни[7].
- Юрій Васильович Зіньковський — український поет.